# Fruzan Abdi
Fruzan Abdi, född 1957 i Teheran, död 1988 i Teheran, var en kvinnlig iransk volleybollsspelare som var det iranska damlandslagets kapten.
Fruzan Abdi var medlem av Folkets mujahedin. Hon fängslades 1981 och satt på Ghezel Hesar-, Gohardasht- och Evinfängelset innan hon blev avrättad 1988 som del av avrättningarna av politiska fångar i Iran 1988.